# Pepper X
Il Pepper X è un peperoncino di intensità di 2 693 000 unità Scoville, valore che lo rende il peperoncino più piccante al mondo.

## Sviluppo
La pianta fu inizialmente sviluppata grazie ad una serie di incroci di altri peperoncini estremamente piccanti. Il suo ideatore è Ed Currie, ideatore anche del Carolina reaper.

## Descrizione
Ha l'aspetto simile ad una noce acerba raggrinzita, dal colore verdastro.

## Piccantezza
Il peperoncino Pepper X ha una piccantezza di 2 693 000 nella scala di Scoville e risulta talvolta più piccante degli spray al peperoncino in uso alle forze di polizia. Nella classifica dei peperoncini più piccanti esistenti ha superato il Dragon's Breath, che ha a sua volta superato il Carolina reaper; Il Guinness dei primati ha continuato a considerare il Carolina reaper come il più piccante fino all'agosto 2023. 
Non viene usato per l'alimentazione umana per via della sua estrema piccantezza, che ne limita l'uso.